# آرگونی
آرگونی (به ارمنی: Արեգունի) یک شهر در ارمنستان است که در استان گغارکونیک واقع شده‌است.  در  کیلومتری شمال گاوار، مرکز استان گغارکونیک واقع شده است.

## خصوصیات
آرگونی ۲۴۷ نفر جمعیت دارد و ۲٬۰۱۴ متر بالاتر از سطح دریا واقع شده‌است.  در  کیلومتری شمال گاوار، مرکز استان گغارکونیک واقع شده است.